# Allerheiligenvloed (1570)
 For alternative betydninger, se Allerheiligenvloed. (Se også artikler, som begynder med Allerheiligenvloed)
Allerheiligenvloed (dansk: Allehelgensdagsoversvømmelsen) var en springflod på allehelgensdagen den 1. november 1570, der ramte Nederlandenes og Flanderns kyst. Byerne, der blev ramt, var blandt andet Egmond, Bergen op Zoom og Saeftinghe.
I annalerne for rådet, som styrede dele af Zeeland (nederlandsk: Domeinraad) blev følgende skrevet om denne dag: 
"Med hensyn til de kraftige stormkast i går, så blev advarsler sendt til digegreverne i Syd- og Nordkvarteret (lokale repræsentanter som er ansvarlige for digernes tilstand), at de kunne vente en usædvanlig høj vandstand".
Stormen havde varet længe, og den drev vandet højere op end nogensinde, ikke engang under flodkatastrofen som ramte i 1953 steg vandet så højt. Hvor mange diger, som blev ødelagte langs den nederlandske kyst, er ikke kendt, generelt siges det at talløse diger blev ødelagte. Dette førte til, at (efter nederlandske begreber) enorme områder blev sat under vand og store værdier gik tabt. Nøjagtigt hvor mange, som omkom i denne oversvømmelse, er ikke kendt, men man antager, at den krævede mere end 20.000 (medregnet andre lande) liv. I Frisland alene skal mere end 3.000 mennesker være omkommet.
Titusinder af mennesker mistede hus og hjem, vinterforråd blev ødelagte, og store mængder af husdyr gik tabt. Efter oversvømmelsen viste det sig, at fire øer i provinsen Zeeland var forsvundet for altid: Wulpen, Koezand, Cadzand og Stuivezand, mens det, som blev kendt som Verdronken Land van Saeftinghe (verdronken = "druknet") blev til.
Ved kirken i det østfrisiske Suurhusen findes en markering af, at vandet steg 4,40 meter over normalt niveau.